# 姚宽
姚宽（?—?），字令威，号西溪，宋代嵊县（今浙江省嵊县）人。
姚舜明之子。宣和三年随父迁居诸暨。自小聰慧，博闻强记，精通天文曆算。以父蔭補官，呂頤浩、李光主帥江東時，聘為幕僚。秦桧执政時，因有旧怨“抑而不用”，以賀允中、徐林、张孝祥等人推薦，權尚書戶部員外郎、枢密院编修官。紹興三十二年，帝召對殿中，忽感風眩而卒。與其父同祀於嵊县、诸暨两邑之乡贤祠。著有《西溪居士集》五卷，乐府一卷。有子姚侃、姚仅。长女嫁崇安刘撰，次女嫁余姚赵伯提。